# أليساندرا ستانلي
أليساندرا ستانلي (بالإنجليزية: Alessandra Stanley)‏ هي صحفية أمريكية، ولدت في 1955 في بوسطن في الولايات المتحدة.